# Geitbåt

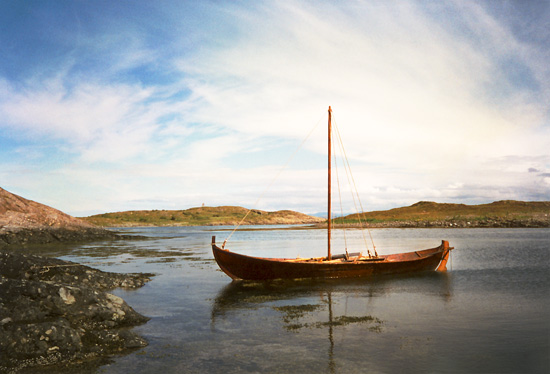
Geitbåten «Todalsgeita» vid Smøla.

En geitbåt (dialektalt uttal: "jätbåt") är en spetsgattad, öppen, enmastad rodd- och segelbåt från Nordmøre och Romsdal i Norge.
Båten byggs av furu, och i originalversionen är båten arbetad med yxa vilket satt spår i konstruktionen. Spanten fästs med tränarar istället för spikar.